# Okręg Mamers
Okręg Mamers (fr. Arrondissement de Mamers) – okręg w północno-zachodniej Francji. Populacja wynosi 149 tysięcy.

## Podział administracyjny
W skład okręgu wchodzą następujące kantony:
- Beaumont-sur-Sarthe,
- Bonnétable,
- Bouloire,
- Conlie,
- Fresnay-sur-Sarthe,
- La Ferté-Bernard,
- La Fresnaye-sur-Chédouet,
- Mamers,
- Marolles-les-Braults,
- Montfort-le-Gesnois,
- Montmirail,
- Saint-Calais,
- Saint-Paterne,
- Sillé-le-Guillaume,
- Tuffé,
- Vibraye.